# Parham
Parham è un centro abitato di Antigua e Barbuda, situato sull'isola di Antigua, nella parrocchia di Saint Peter, della quale è il capoluogo.